# 400 mètres haies masculin aux Jeux olympiques d'été de 1932
Pour un article plus général, voir Athlétisme aux Jeux olympiques d'été de 1932.
Navigation
Amsterdam 1928 Berlin 1936
L'épreuve du 400 mètres haies masculin aux Jeux olympiques de 1932 s'est déroulée les 31 juillet et 1er août 1932 au Memorial Coliseum de Los Angeles, aux États-Unis. Elle est remportée par l'Irlandais Bob Tisdall.

## Résultats
Le 1er août 1932, en finale, l'Irlandais Bob Tisdall remporte le titre olympique en 51 s 7, devant l'américain Glenn Hardin en 52 s 0. Mais Tisdall ayant renversé une haie, l'IAAF homologue uniquement la performance d'Hardin qui égale à cette occasion le record du monde de Morgan Taylor établi en 1928.

### Finale
| Rang               | Athlète        | Pays            | Temps  | Note |
| ------------------ | -------------- | --------------- | ------ | ---- |
| Médaille d'or      | Bob Tisdall    | Irlande         | 51 s 7 |      |
| Médaille d'argent  | Glenn Hardin   | États-Unis      | 52 s 0 | =WR  |
| Médaille de bronze | Morgan Taylor  | États-Unis      | 52 s 0 |      |
| 4                  | David Burghley | Grande-Bretagne | 52 s 0 |      |
| 5                  | Luigi Facelli  | Italie          | 53 s 0 |      |
| 6                  | Kell Areskoug  | Suède           | 54 s 6 |      |